# Sinibaldo Ibi

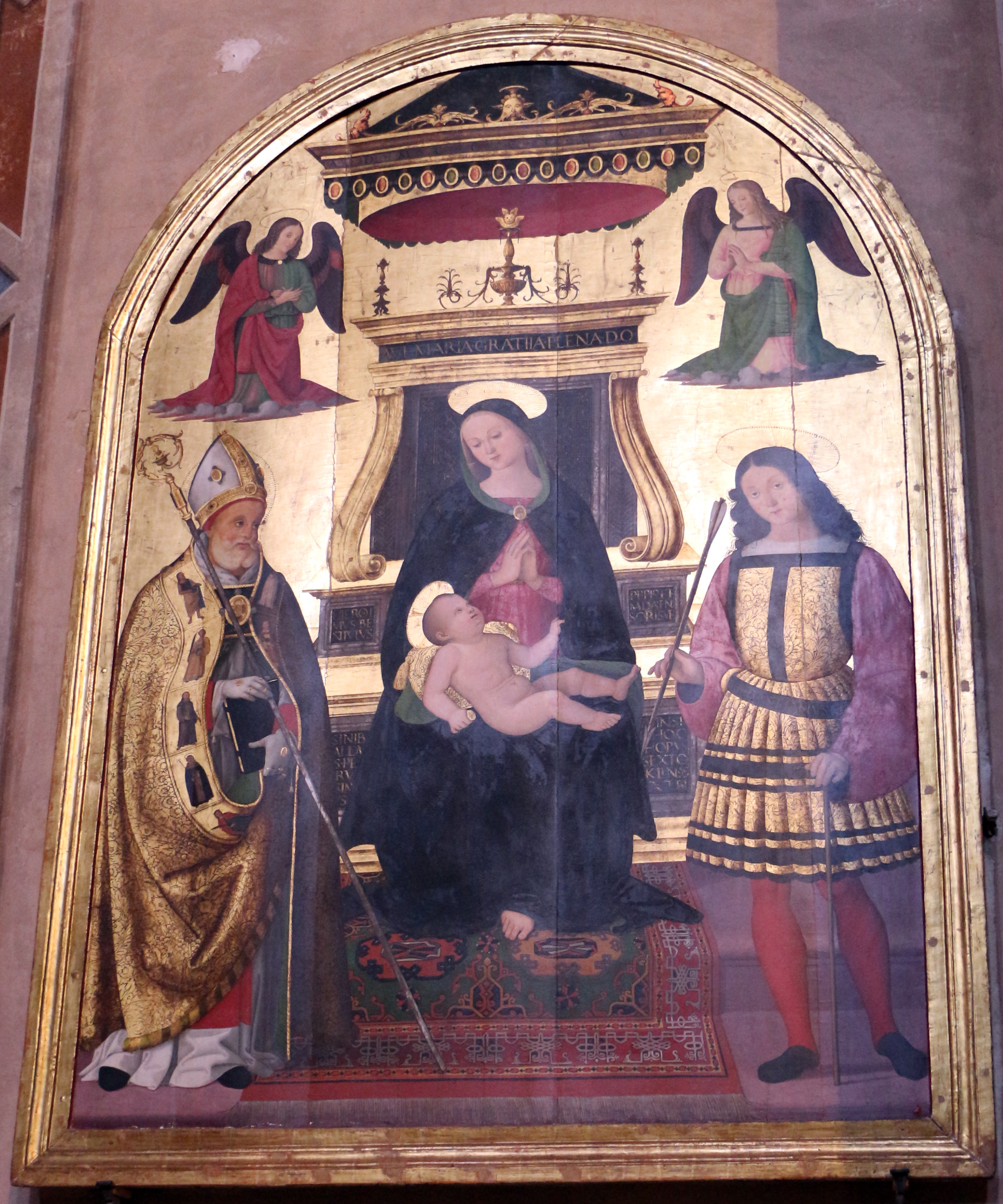
Madonna e Santi, Duomo di Gubbio

Sinibaldo Ibi (fl. XVI secolo) è stato un pittore italiano attivo all'inizio del XVI secolo.

## Biografia
Probabilmente risiedeva a Gubbio ed era membro della Gilda di Perugia nel 1527. Nel 1507 dipinse una Vergine con Bambino, tra i santi Sebastiano e Tibaldo per una delle pale d'altare nel Duomo di Gubbio. Uno dei suoi seguaci e collaboratori fu Orlando Merlini. Nella Pinacoteca Civica di Perugia c'è una sua Annunciazione (1528).